# The Real McCoy (McCoy Tyner)
| Recensione | Giudizio |
| ---------- | -------- |
| AllMusic   |          |

The Real McCoy è il settimo album in ordine di pubblicazione del pianista jazz statunitense McCoy Tyner, e il primo pubblicato con la Blue Note Records nell'ottobre 1967.
Registrato nel 1967, è il primo lavoro dopo il periodo con John Coltrane; vede la partecipazione di Joe Henderson, Ron Carter ed Elvin Jones.

## Tracce

### LP
Lato A
Musiche di McCoy Tyner.
1. Passion Dance – 8:45
2. Contemplation – 9:10

Lato B
Musiche di McCoy Tyner.
1. Four by Five – 6:35
2. Search for Peace – 6:25
3. Blues on the Corner – 6:05

## Musicisti
- McCoy Tyner – pianoforte
- Joe Henderson – sassofono tenore
- Ron Carter – contrabbasso
- Elvin Jones – batteria

Note aggiuntive
- Alfred Lion – produttore
- Registrazioni effettuate il 21 aprile 1967 al Van Gelder Studio di Englewood Cliffs, New Jersey (Stati Uniti) [3]
- Rudy Van Gelder – ingegnere delle registrazioni
- Francis Wolff – foto copertina album originale
- Reid Miles – design copertina album originale
- Nat Hentoff – note retrocopertina album originale [4]